# Brocket Hall
Brocket Hall est une maison de campagne néo-classique située dans un grand parc à l'ouest de la zone urbaine de Welwyn Garden City dans le Hertfordshire, en Angleterre. Le domaine est équipé de deux terrains de golf et de sept petits bâtiments classés, en dehors de la maison principale. La pleine propriété du domaine est détenue par le 3e baron Brocket. La maison est classée Grade I.

## Histoire
Sur le site du parc se trouvent deux bâtiments, dont le premier est construit en 1239 sous le nom de Watership ou Durantshide Manor, dépendant de Hatfield Manor et de l'évêque d'Ely. L'autre est construit vers 1430 ; alors qu'en 1413 John Mortimer possède Waterships, on sait qu'en 1477 Thomas Brockett possède les deux manoirs . La maison est acquise par John Brocket au début des années 1550  et transmise à son fils Sir John Brocket (capitaine de la garde personnelle de la reine Elizabeth) à sa mort en 1558 .
Le bâtiment et le parc doivent une grande partie de leur apparence actuelle à Matthew Lamb (1er baronnet), qui achète le domaine en 1746 et commande les plans de Brocket Hall à l'architecte Sir James Paine vers 1760.
Son fils Peniston Lamb (1er vicomte Melbourne), reçoit souvent la visite du prince régent, à Brocket Hall, qui a une liaison avec Lady Melbourne.
Le propriétaire suivant est le 2e vicomte Melbourne, qui est le premier Premier ministre de la reine Victoria de 1835 à 1841. Sa femme, Caroline Lamb, a une liaison avec Lord Byron, causant beaucoup d'embarras à Lord Melbourne. Pour l'un de ses anniversaires, elle organise un banquet d'État dans le Salon, et s'est fait servir nue dans un grand plat d'argent .
À la mort de Lamb, la maison passe à sa sœur, Emily, dont le deuxième mari est un autre premier ministre, Lord Palmerston .
À la mort d'Emily, la maison passe au petit-fils d'Emily par son premier mariage, Francis Cowper (7e comte Cowper), bien que ce soit son frère cadet, Henry (décédé en 1887), qui vit à Brocket Hall .

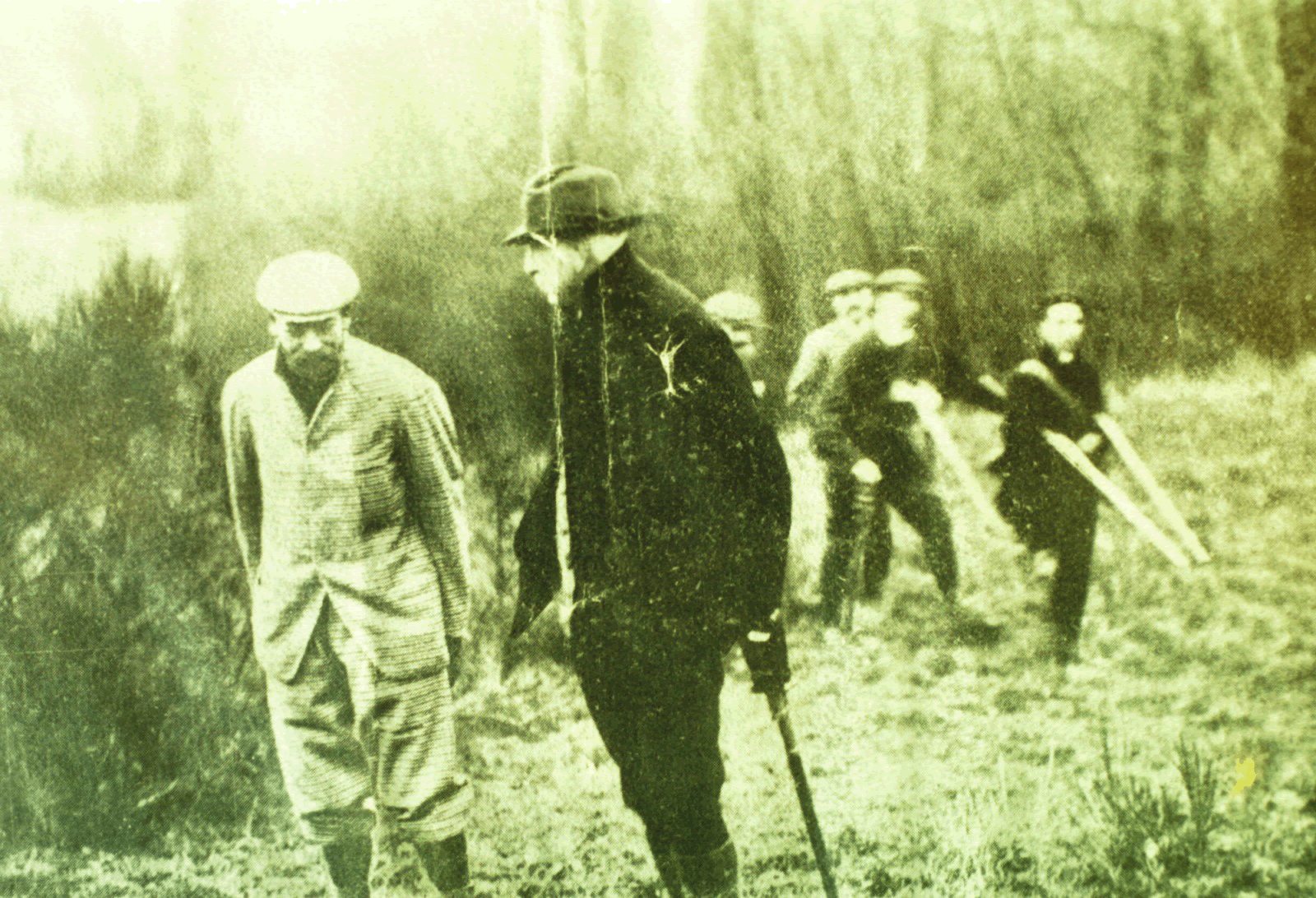
Lord Mount Stephen et le roi George V lors d'une chasse organisé par Mount Stephen à Brocket Hall

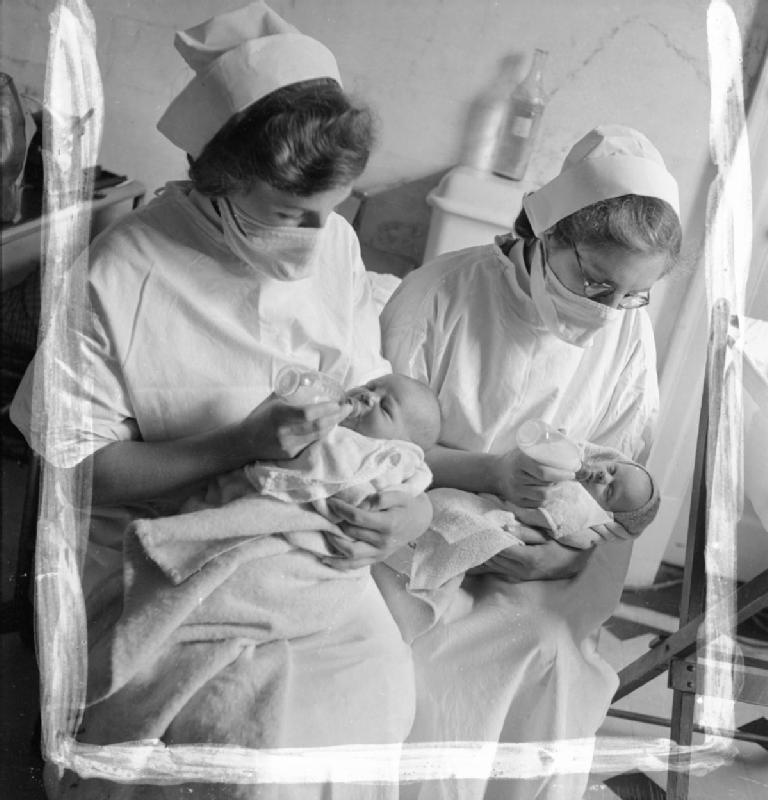
Brocket Hall comme maternité en 1942

En 1893, George Stephen, président de la Banque de Montréal et le premier Canadien à être élevé à la pairie du Royaume-Uni, loue Brocket Hall du 7e comte pour le reste de sa vie. Pendant les trois années suivantes, il reçoit les enfants de la reine : le prince et la princesse de Galles, le duc et la duchesse de Connaught et la princesse Mary, duchesse de Teck. En 1897, un an après la mort de sa première femme en 1896, Lord Mount Stephen épouse Georgina Mary (connue sous le nom de Gian) Tufnell, la dame d'honneur de la princesse Mary Adelaide, duchesse de Teck, qui encourage le mariage. Gian est un ami de toujours et un confident de la fille de la duchesse, Mary de Teck, l'épouse du roi George V, et les Mount Stephens reçoivent régulièrement le couple royal. Gian préfère la vie à Brocket Hall à la vie sociale dans leur résidence londonienne à Carlton House Terrace. Lady Mount Stephen est une amie proche de Georgina, marquise de Salisbury, qui vit sur le domaine voisin, Hatfield House .
Après la mort du 7e comte Cowper (1905), la nue-propriété est laissée à sa nièce, mais elle meurt seulement un an après lui (1906) et la succession passe à son mari, l'amiral Lord Walter Kerr (amiral), qui vit à Melbourne Hall. Lorsque le locataire viager Lord Mount Stephen meurt en 1921, Kerr met le domaine en vente et en 1923, il est acheté par Sir Charles Nall-Cain, qui co-dirige la société brassicole Walker Cain Ltd. Il est créé Baron Brocket en 1933. Son fils, Ronald Nall-Cain (2e baron Brocket), est un sympathisant nazi  et, lorsqu'il est interné pendant la Seconde Guerre mondiale, sa propriété est mise sous séquestre et utilisée comme maternité .

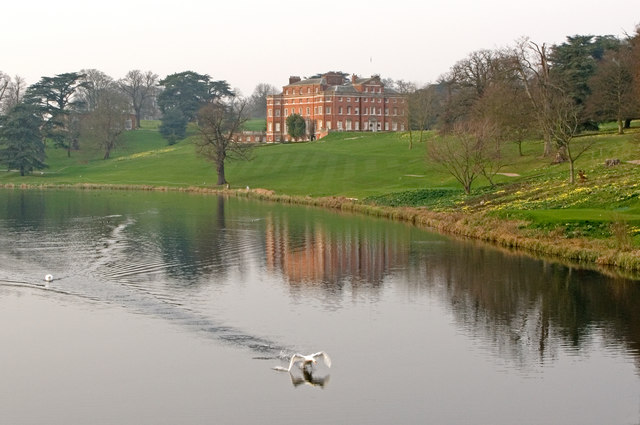
Le Broadwater et Brocket Hall, mars 2011

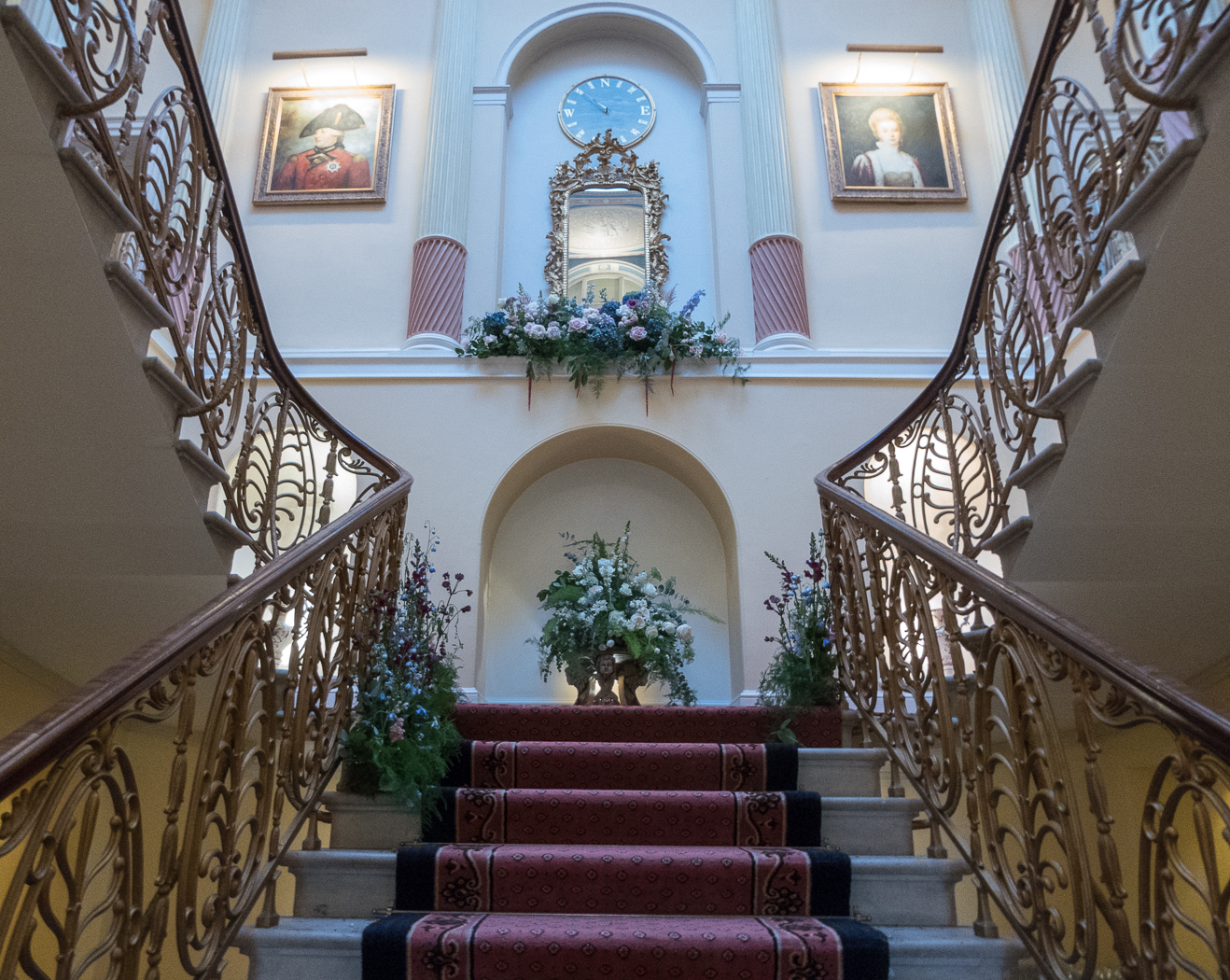
À l'intérieur de Brocket Hall

En 1996, le 3e baron Brocket (souvent appelé Charlie Brocket) est reconnu coupable de fraude à l'assurance . Alors qu'il purge une peine de prison, il loue l'ensemble du domaine pour un minimum de 60 ans à la CCA (Club Corporation of Asia) basée à Hong Kong qui transforme Brocket Hall en hôtel et centre de conférence et construit un deuxième parcours de golf de dix-huit trous et un restaurant appelé Auberge du Lac .

## Parc et lac
Dans les années 1770, le parc est aménagé en utilisant la rivière Lea qui est régulée par un déversoir pour former une « eau large » ou un lac . À côté du déversoir se trouve un pont néoclassique, souvent décrit comme palladien, qui porte une voie d'accès à travers la rivière : il est revêtu de pierre de Portland et est conçu par Paine .

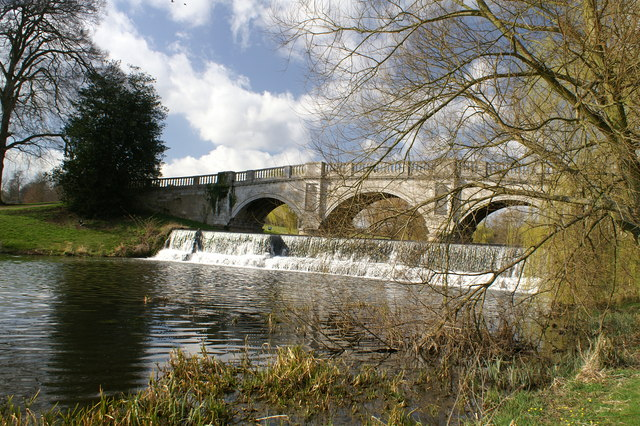
Le pont palladien de Brocket Hall

Le parc est classé Grade II dans le registre des parcs et jardins historiques. Depuis le milieu des années 1990, le parc est largement recouvert de terrains de golf et est délimité par d'importantes ceintures boisées.
Paine construit aussi le temple avec un plafond en plâtre de style Adam, un porche elliptique qui a des niches de chaque côté d'une porte à moitié vitrée de l'époque victorienne et un fronton au-dessus de son entrée est, typique des plus beaux temples de jardin de l'époque.
Parmi les autres bâtiments du domaine se trouve Brocket Lea, une maison du début du XVIIe siècle située sur la rive sud de la rivière Lea.

## Dans la culture populaire
Brocket Hall est utilisé comme lieu de tournage pour un certain nombre de productions cinématographiques et télévisuelles à grande échelle, notamment Rendez-vous avec la peur (1957), Murder with Mirrors, Johnny English, le retour, The Queen, Willow et Pride and Prejudice avec Colin Firth . Il figure également comme la maison du personnage Paul Eirl dans l'épisode de l' inspecteur Morse, " Who Killed Harry Field? " (1991) et peut être vu dans l'épisode Poirot d'Agatha Christie " The Labours of Hercules " (2013). Il est également utilisé dans EastEnders le 1er janvier 2017 lorsque les personnages Ronnie Mitchell et Jack Branning se sont mariés et que Ronnie et Roxy Mitchell sont décédés. Brocket Hall est également Holby City pour un mariage. En 1983, la maison et son terrain sont utilisés pour le single « Moonlight Shadow » de Mike Oldfield. Le groupe pop britannique Steps l'utilise comme lieu de tournage de son clip de 2001 pour " It's the Way You Make Me Feel ". La reine Victoria est vue en visite à Lord Melbourne à Brocket Hall dans plusieurs scènes du drame ITV Victoria .